# Водный (Тульская область)
Водный — поселок в городском округе город Тула Тульской области в составе Пролетарского территориального округа.

## География
Находится в центральной части Тульской области на расстоянии приблизительно 8 км на северо-восток по прямой от Московского вокзала города Тула.

## История
На карте конца 1930-х годов здесь был отмечен совхоз. Отмечен как совокупность безымянных построек на карте 1989 года. До 2014 года поселок входил в Медвенское сельское поселение Ленинского района до их упразднения.

## Население
Постоянное население составляло 59 человек в 2010 году.